# Historia Jastrzębia-Zdroju
Historia Jastrzębia-Zdroju – pisana historia terenów wchodzących w skład dzisiejszego Jastrzębia-Zdroju rozpoczyna się ok. 1295 r. i dotyczy Bożej Góry, Moszczenicy, Bzia i Ruptawy ówczesnych wsi w księstwie opolsko-raciborskim. Informacje źródłowe dotyczące samego Jastrzębia (Jastrzębie Dolne) pojawiają się dopiero w XIV wieku. Historia Zdroju sięga XIX wieku, zaś gmina Jastrzębie Zdrój utworzona została w 1924. W 1955 uzyskała ona status osiedla, a 30 czerwca 1963 r. prawa miejskie.

## Pierwsze wzmianki o Jastrzębiu i okolicy
Pierwsza pisemna wzmianka z terenów, na których dziś położone jest miasto, pochodzi z łacińskiego dokumentu Liber fundationis episcopatus Vratislaviensis (pol. Księga uposażeń biskupstwa wrocławskiego), spisanego za czasów biskupa Henryka z Wierzbna najpewniej pomiędzy 1295 a 1305. Jest to zestawienie miast i wsi, które winny były uiszczać dziesięcinę biskupstwu wrocławskiemu. W dokumencie tym, w części „C” oznaczonej jako „Registrum Wyasdense” wymieniono miejscowości położone w okolicy Żor i Wodzisławia (ville circa Zary et Wladislaviam), które dzisiaj tworzą miasto Jastrzębie-Zdrój.
- Boża Góra – Item in Bozagora sive Monte oliveti solvitur decima more polonico, valet 5 marcam. ("Podobnie w Boża Góra, zwana też Górą Oliwną, była oddawana dziesięcina według zwyczaju polskiego, równowartości 5,5 grzywny[2]. Mowa o osadzie, która istniała w okolicach dzisiejszej dzielnicy Jastrzębie Dolne.
- Moszczenica – Item in Moschenicza debent esse XXIIII mansi. (również Moszczenica powinna płacić dziesięcinę z 24 łanów)[3].
- Ruptawa – Item in Ruptava (!) debent esse triginta mansi. (również Ruptawa powinna płacić dziesięcinę z 30 łanów)[4].
- Bzie – Item in Goltimanni villa debent esse LXIII mansi. (również wieś Bzie winna płacić dziesięcinę z 63 łanów)[5]. W tym dokumencie Bzie występuje w zlatynizowanej formie Goltimanni. Z kolei zgermanizowane wersje spotyka się w dwóch innych dokumentach. Pierwszym jest dokument z 25 października 1293 roku wydany przez księcia raciborskiego Przemysława w którym Bzie występuje pod nazwą Goldmannsdorf: "[...] Rattibor den 8 Nov. 1293 dem Besitzer des in der Standesherrschaft Pless gelegenen Guthes Pawlowitz, Wojani, […]; wie er denn auch gedachtem Wojani úber die bereits gehabte 50 Fránkische Morgen Landes noch 30 Fránkische Morgen zwischen Goldmannsdorf und Golassowitz[...]” (Właściciel Pawłowic, Wojan, w Raciborzu 25 października 1293 r. do posiadanych już 50 frankońskich morgów, otrzymał dodatkowo 30 morgów położonych pomiędzy Bziem i Golasowicami)[5]. Drugim dokumentem jest ten z 22 listopada 1409 r. w którym Bzie występuje pod nazwą Goldmirsdorf: "[...] Um 22 November 1409 treffen wir den Herzog in Rybnik, wo er bekannt macht, das Frau Weronika Woinia Und ihre Schwester Margareth von Goldmirsdorf (so hieβ damals Goldmannsdorf) ihr väterliches Erbe daselbst á 30 Mark prager Groschen poln. Zahl den Gebrüdern Goslav Und Mikunden von Jajkowic verkanft haben und gestattet er ihnen, das Dorf in Lehnrecht zu besitzen […]” (siostry Weronika i Małgorzata Woiani sprzedały za 30 marek praskich groszy ojcowiznę – Bzie, braciom z Jejkowic, Gosławowi i Mikundejowi)[5].
- Borynia – Item in Borina debent esse triginta novem mansi. (również Borynia powinna płacić dziesięcinę z 39 łanów)[6]. Drugim dokumentem zaświadczającym o istnieniu wsi jest ten z 20 maja 1354 r. w którym Borynia nazywana jest także drugą nazwą – Wojciechów: „Um 20 Mai 1354 gab er seine Zustimmung, als Herzog Nicolaus dem Stefan von Raschütz das herzogliche Recht in Raschütz und Borin, das auch Woitcesdorf heiβ, für 60 Mark verkaufte [...]" (książę Mikołaj zbył 20 maja 1354 roku za 60 marek Stefanowi z Raszczyc prawa książęce do Raszczyc i Boryni nazywanej również Wojciechowem)[6]. Z kolei w dokumencie z 27 czerwca 1427 r. mamy podział na Borynię Górną i Dolną: "Helena und ihre Söhne verliehen zu Pleβ am 27 Juni 1427 dem Johann Raschütz Ober und Nieder Borin ersteres in Land [...]" (Helena i jej synowie nadali Janowi z Raszczyc Górną i Dolną Borynię)[6].
- Szeroka – Item in Syroka et in Gogolow debent esse LIII mansi. (również Szeroka i Gogołowa winne płacić dziesięcinę z 54 łanów)[7]. Z kolei w dokumencie księcia raciborskiego Leszka z 6 grudnia 1321 r. Szeroka występuje pod niemiecką nazwą Timmendorf: „[...] vom 6 Dezember 1321 auftretende Notar “Johann von Tymendorf” nich Pfarrer von Timmendorf gewesen sein sollte [...]” oraz „[...] im Jahre 1321, am 6. Dezember in einer Urkunde des Herzogs Lestko von Ratiborein Johann “Tymendorf” als Notaraustritt [...]"[8].

Miejscowości te politycznie znajdowały się wówczas w granicach  księstwa raciborskiego, będącego od 1327 roku lennem Królestwa Czech.

## Jastrzębie w Księstwie Raciborskim i Dominium Wodzisławskim

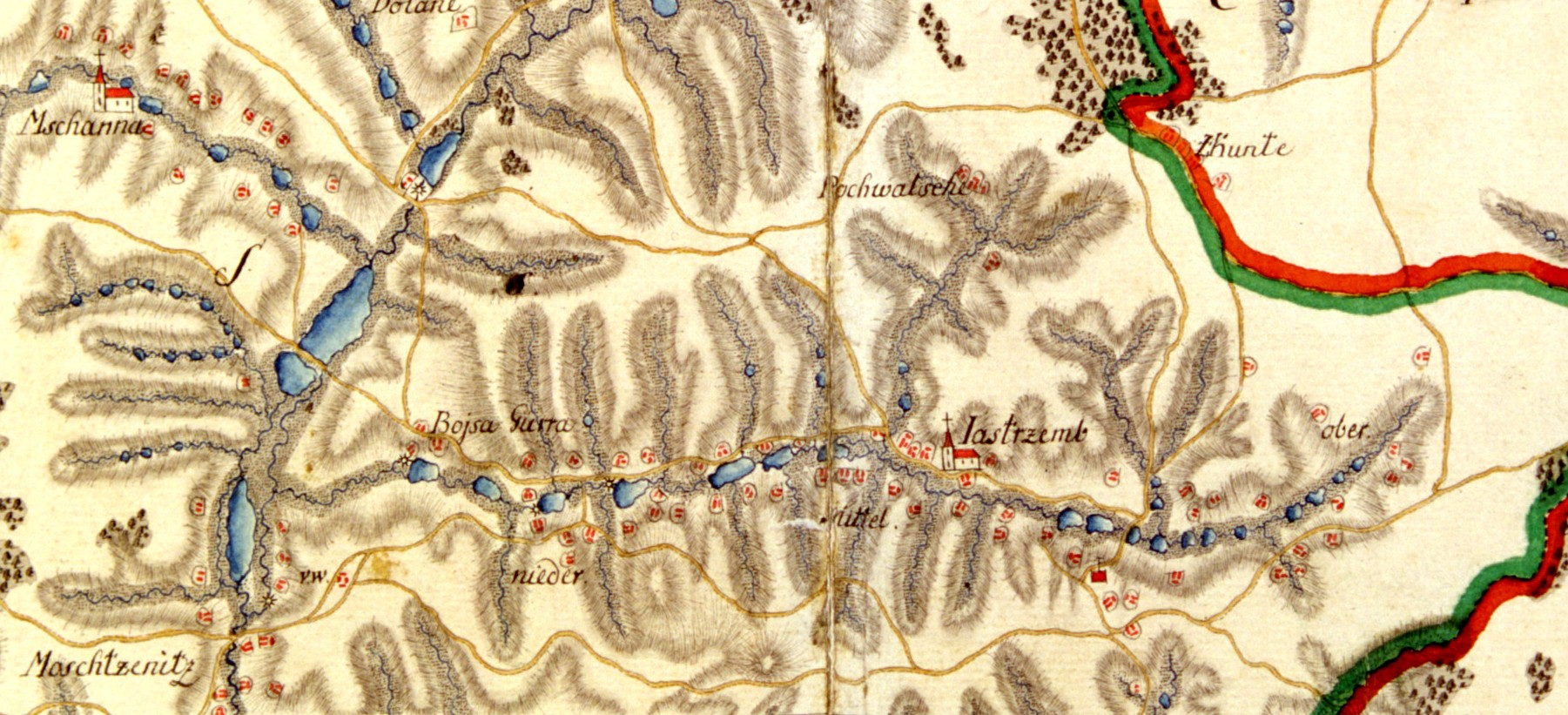
Jastrzębie w granicach Państwa Wodzisławskiego na mapie Christiana Friedricha von Wrede ok. 1750 roku.

Pod koniec XIII wieku na terytorium późniejszego Górnego Śląska rozpoczęła się wielka akcja osadnicza (tzw. łanowo-czynszową), zakładania nowych wsi i przenoszenia starych wsi na nowe prawo (niemieckie). W jej wyniku, na przełomie XIII/XIV wieku powstała wieś na prawie niemieckim o nazwie „Villa Hermani” lub inaczej „Hermannsdorf”, która wymieniana jest w dokumentach z 1376, 1391 i 1447 r. W 1376 roku w zapiskach notarialnych archidiakonatu opolskiego występuje wzmianka o parafii w osadzie Hermannsdorf. Mowa tutaj o najstarszej w dzisiejszym mieście Jastrzębie-Zdrój parafii św. Katarzyny. Na początku XV wieku owa osada należała do wyposażenia sióstr dominikanek z Raciborza. To właśnie z ich klasztorem, dwaj kolejni proboszczowie parafii: ks. Mikołaj i ks. Marcin, toczyli proces o dziesięcinę i z ten dokument jako kolejny potwierdza istnienie wsi Nazwa wsi została także wymieniona w spisie świętopietrza sporządzonym przez archidiakona opolskiego Mikołaja Wolffa w 1447, gdzie pośród parafii archiprezbiteratu (dekanatu) w Żorach wymienia parafię w miejscowości pod nazwą Hermansdorff. W 1467 roku pojawiła się nazwa „Jastrzębie” która w II połowie XV wieku wyparła poprzednią nazwę wsi.
Od 1526 roku w wyniku objęcia tronu czeskiego przez Habsburgów, te miejscowości, tak jak reszta Śląska, znalazły się w monarchii Habsburgów (potocznie Austrii). Wewnątrz monarchii większość tych wsi należała do Wodzisławskiego Państwa Stanowego, zaś parafia św. Katarzyny weszła w skład dekanatu wodzisławskiego.

## Jastrzębie jako uzdrowisko

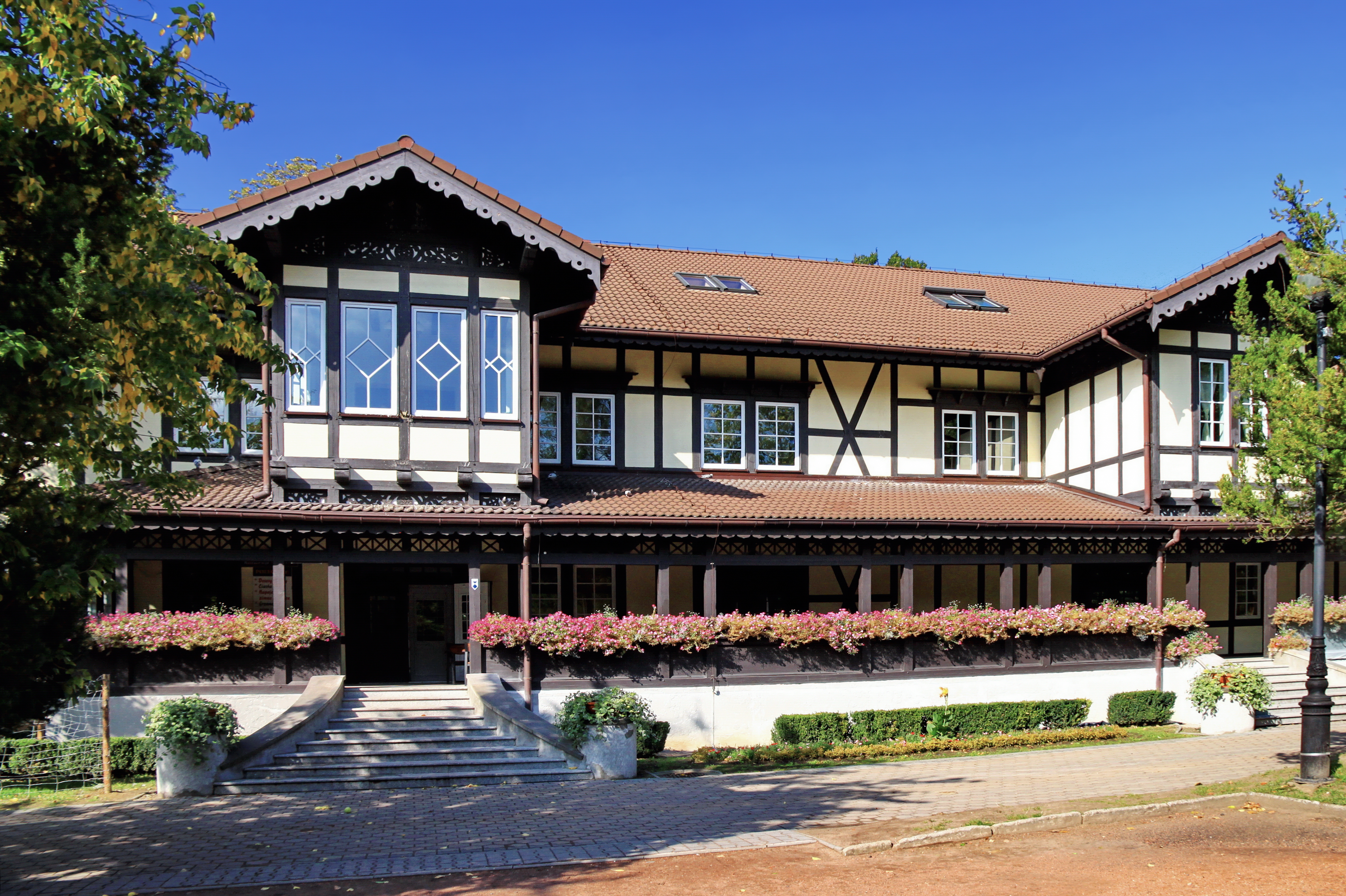
Dom Zdrojowy

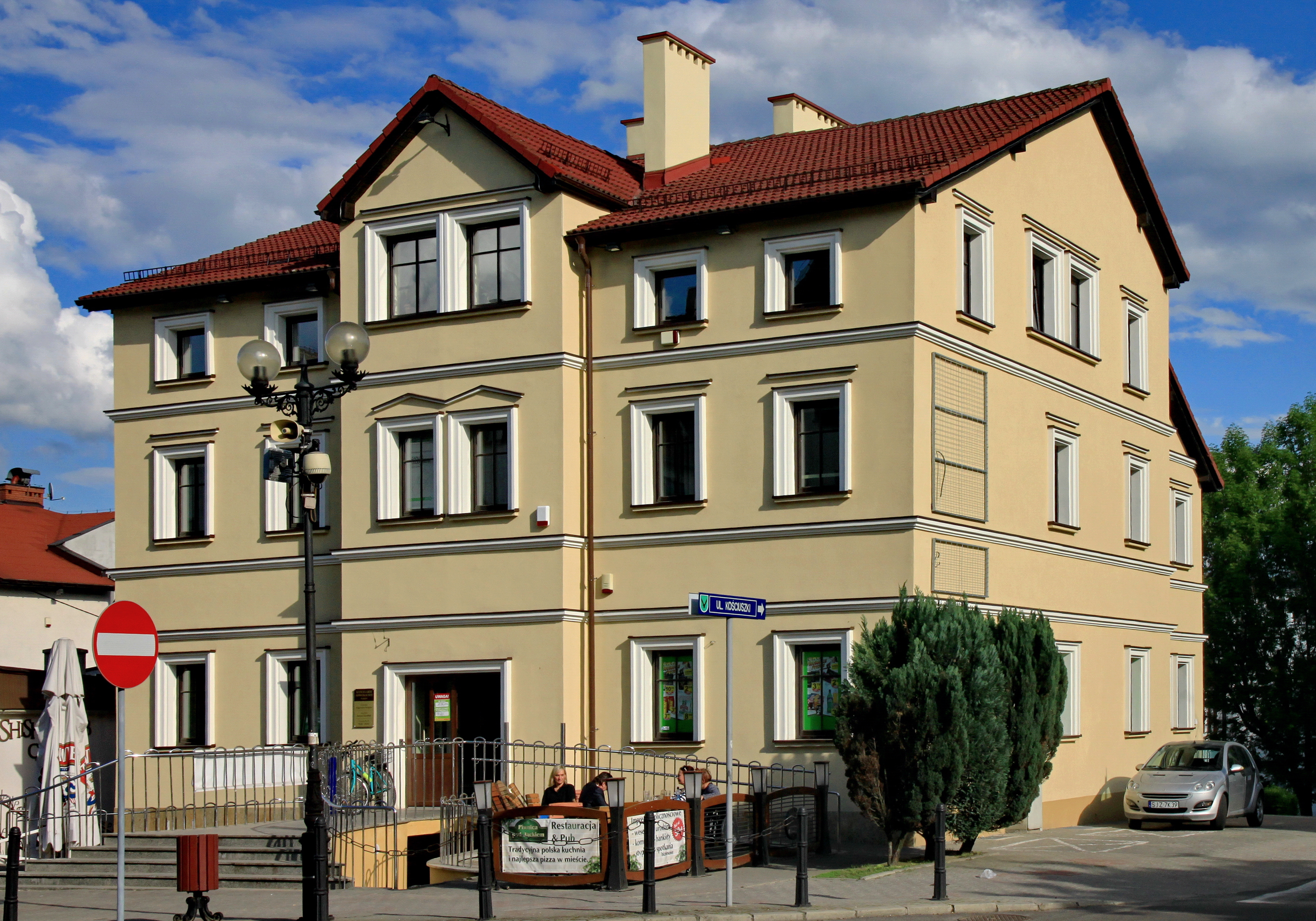
Żydowski Zakład dla Dzieci

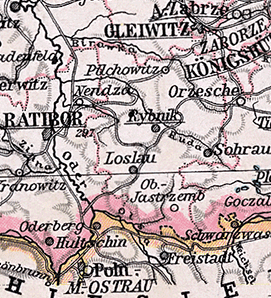
Mapa z XX wieku, na której przedstawiony jest obecny Rybnicki Okręg Węglowy

Rozwój miejscowości nastąpił po odkryciu solanki jodowo-bromowej podczas wierceń w 1859 r. prowadzonych w poszukiwaniu węgla przez właściciela Jastrzębia Dolnego Emila von Schliebena. W 1861 r. Jastrzębie Dolne wykupił hrabia Feliks von Köningsdorff i rozpoczął budowę obiektów leczniczych. Wzniesiono wówczas pierwsze urządzenia kąpielowe oraz m.in. Kasyno Zdrojowe (1862) – późniejszy Dom Zdrojowy i Łazienki (1861) – późniejszy Zakład Przyrodoleczniczy. Hrabia zmienił także nazwę miejscowości na Bad Köningsdorff-Jastrzemb, nazwa ta obowiązywała do 1922 r.
W 1869 r. uzdrowisko stało się własnością spółki Actien Commandit Gesellschaft, która zmodernizowała istniejące obiekty i zbudowała muszlę koncertową i drewniany deptak.
W 1890 r. Jastrzębie Dolne zakupił Juliusz Landau, który rozpoczął przekształcanie sanatorium w uzdrowisko dziecięce. W 1881 r. powstał pierwszy kompleks sanatoryjny z kościołem, klasztorem, szpitalem i budynkiem sanatoryjnym – należący do Katolickiego Zakładu Dziecięcego NMP, a wkrótce potem kolejne – Ewangelicki Zakład Dziecięcy "Betania" (1890–1905) oraz Żydowski Zakład dla Dzieci.
Uzdrowisko rozwinął kolejny właściciel – Mikołaj Witczak, który nabył Zdrój w 1896 r. Wcześniej był pracownikiem uzdrowiska i w związku z niemiecką dyskryminacją ludności polskiej jedynym polskim lekarzem w powiecie rybnickim. Po nabyciu uzdrowiska przyczynił się osobiście do zmiany tej sytuacji, zatrudniając polskich lekarzy. Był także jednym z inicjatorów powstania Stowarzyszenia Lekarzy Polaków na Śląsku w 1903 r. i działaczem na rzecz utrwalenia polskiej świadomości narodowej na Śląsku. Dzięki jego staraniom zbudowane zostały nowe obiekty oraz wprowadzono nowoczesne metody lecznicze. Uzdrowisko częściowo zelektryfikowano, doprowadzono linię telefoniczną. Powstała także linia kolejowa łącząca Jastrzębie Dolne z Żorami (1911), a później (1913) również z Wodzisławiem.
W czasie I wojny światowej z jastrzębskich obiektów korzystali ranni żołnierze, wiele z sanatoriów zamieniono w szpitale wojskowe. W 1918 r. w związku z niekorzystną sytuacją polityczną dr Mikołaj Witczak odsprzedał uzdrowisko Austriacko-Niemieckiemu Towarzystwu Zdrojowemu. Po śmierci Mikołaja Witczaka synowie – Mikołaj i Józef unieważnili transakcję i stali się właścicielami uzdrowiska w Jastrzębiu Dolnym.
Obaj bracia byli aktywnymi uczestnikami i jednymi z organizatorów powstań śląskich, Mikołaj był dowódcą jednego z dwóch walczących w okolicy plutonów, a w końcowym okresie III powstania śląskiego dowódcą grupy "Południe".

## Międzywojnie i II wojna światowa
20 marca 1921 r. podczas przeprowadzonego plebiscytu 80% ludności Jastrzębia Dolnego opowiedziało się za przyłączeniem do Polski. W maju 1921 r. podczas III powstania śląskiego na terenie Jastrzębia doszło do starć pomiędzy powstańcami a wojskami niemieckimi wspomaganymi przez żołnierzy włoskich.
4 lipca 1922 r. Jastrzębie Dolne wraz z całym powiatem rybnickim znalazło się w granicach Polski. W okresie międzywojennym nastąpił rozkwit uzdrowiska. W 1928 roku fundacja dla inwalidów Województwa Śląskiego oddała do użytku sanatorium, przeznaczone dla inwalidów wojennych i powstańców śląskich oraz inwalidów pracy, którzy nie posiadali prawa leczenia w innych instytucjach. Sanatorium, wybudowane kosztem 700 tys. ówczesnych złotych i wyposażone według najnowszych wzorów, otrzymało później imię Marszałka Piłsudskiego. Powstało również sanatorium "Hutnik", basen (1938) i liczne prywatne pensjonaty.
1 sierpnia 1924 r. z części obszaru dworskiego Jastrzębie Dolne, położonego między wsiami (właśc. gminami): Ruptawa, Zofiówka, Moszczenica i linią kolejową Wodzisław Śląski–Żory i między gminą Jastrzębie Dolne powstała gmina Jastrzębie Zdrój (Jastrzębie–Zdrój), w skład której weszło uzdrowisko. Jastrzębie Dolne i Jastrzębie Górne – były wtedy osobnymi gminami. Był to obszar, który po przyłączaniu kolejnych części stał się osiedlem, a w 1963 r. miastem Jastrzębie-Zdrój.
W związku z wybuchem II wojny światowej bracia Witczakowie z obawy przed niemieckimi prześladowaniami zdecydowali się opuścić Polskę. 1 września 1939 r. w ramach kampanii wrześniowej Jastrzębie-Zdrój bronione było przez 3. szwadron 3. Pułku Ułanów Śląskich, głównym stanowiskiem obronnym była Boża Góra w Jastrzębiu Dolnym. W czasie okupacji hitlerowskiej Niemcy prześladowali mieszkańców narodowości polskiej, szczególnie byłych Powstańców Śląskich – wielu z nich wywieziono do obozów koncentracyjnych. Mimo to na terenie miejscowości oraz w jej okolicy działały organizacje niepodległościowe w tym również Armia Krajowa.
Uzdrowisko w tym czasie zmienione zostało przez Niemców w tzw. "Miasto Matek" – sanatoria zaczęły pełnić funkcje domów matki dla Niemek oraz szpitali dziecięcych. Pod koniec wojny przekształcono je w szpitale dla żołnierzy niemieckich. W styczniu 1945 r. w ramach ewakuacji obozu koncentracyjnego w Oświęcimiu przez obszar dzisiejszego miasta przeprowadzono jeden z tzw. marszów śmierci – na terenie będącym dziś w granicach Jastrzębia zginęło 58 więźniów. 27 marca 1945 do Jastrzębia wkroczyła Armia Czerwona. W czasie działań wojennych zniszczono lub wywieziono do Niemiec i Związku Radzieckiego większość urządzeń niezbędnych do funkcjonowania uzdrowiska.
Po wojnie obiekty sanatoryjne próbowano znacjonalizować, ale bezskutecznie. Ich odbudową zajął się Mikołaj Witczak, który powrócił do Polski zaraz po zakończeniu wojny, ale w 1947 r. został aresztowany przez Urząd Bezpieczeństwa, a jego cały majątek, w tym wszystkie obiekty sanatoryjne, skonfiskowano. Mikołaj Witczak, wielokrotnie jeszcze bezpodstawnie szykanowany i przez wiele lat pozbawiony środków do życia, zmarł w 1976 roku. Państwowe już uzdrowisko w Jastrzębiu-Zdroju nadal funkcjonowało i było zaliczane do uzdrowisk kategorii I.

## Jastrzębie-Zdrój – miasto przemysłowe
Wraz z odkryciem złóż węgla kamiennego rozpoczęto budowę kopalń i osiedli mieszkaniowych. Jastrzębie weszło w zupełnie nowy rozdział swojej historii. Pierwszą oddaną do użytku była kopalnia "Jastrzębie", a równolegle z nią wybudowano osiedla "Przyjaźń" i "Zdrój".
Rok później, w 1963 r. po połączeniu osiedla Jastrzębie-Zdrój i wsi Jastrzębie Dolne oraz fragmentów wsi Moszczenica i Jastrzębie Górne – Jastrzębie-Zdrój otrzymało prawa miejskie.
Już kilkanaście lat później w granicach miasta działało pięć kopalń – Jastrzębie, Moszczenica, Pniówek, Borynia i Manifest Lipcowy. Jastrzębskie kopalnie zrzeszone były w kilku strukturach górniczych. Pierwszą organizacją w skład której weszły kopalnie jastrzębskie było Rybnickie Zjednoczenie Przemysłu Węglowego (RZPW). 2 marca Dyrektor Generalny Centralnego Zarządu Przemysłu Węglowego (CZPW), Fryderyk Topolski wydał pierwszy akt normatywny dotyczący powołania ośmiu zjednoczeń (jednym z nich było RZPW; formalnie rozpoczęło działalność 5 marca tego roku). Początkowo siedziba zjednoczenia znajdowała się w dwóch miejscach, w Katowicach i Radlinie (przy kopalni Ema, dziś kopalnia Marcel), kolejno siedzibą RZPW był Rybnik, a od 1 stycznia 1978 roku Jastrzębie-Zdrój. Po likwidacji Rybnickiego Zjednoczenia Przemysłu Węglowego, kopalnie przejęła w październiku 1982 roku kolejna organizacja, Zrzeszenie Kopalń Węgla Kamiennego w Jastrzębiu-Zdroju (działało w latach 1982-1984). W końcu sierpnia 1984 roku powołano Zarządzeniem Ministerstwa Górnictwa i Energetyki następcę zrzeszenia, Rybnicko-Jastrzębskie Gwarectwo Węglowe, działające do końca roku 1988. Kolejne zmiany nastąpiły 1 stycznia 1989 roku. Utworzono wówczas Przedsiębiorstwo Eksploatacji Węgla "Południe" z siedzibą w Jastrzębiu-Zdroju. Ostatnią organizacją działająca do dziś jest, powstała 1 kwietnia 1993 roku, Jastrzębska Spółka Węglowa.
W latach 1954–1975 Jastrzębie-Zdrój należało administracyjnie do powiatu wodzisławskiego.
Po uzyskaniu praw miejskich, rozpoczął się dynamiczny rozwój miejscowości. Powstały kolejne osiedla wielkopłytowe, liczba mieszkańców zwiększyła się dwudziestokrotnie. W 1972 na skutek reformy administracyjnej przyłączono Jastrzębie Górne, a w 1975 wsie: Ruptawa, Szeroka, Moszczenica, Borynia, Skrzeczkowice i (przejściowo) Pniówek (1977–1992).
Wydobycie węgla spowodowało zanik złóż solanki. Tym samym zmarginalizowane zostało znaczenie uzdrowiska, a ostateczna jego likwidacja nastąpiła na początku lat 90. XX w.
W 1997 r. nastąpiło zamknięcie dla ruchu pasażerskiego linii kolejowej Orzesze-Jastrzębie-Wodzisław a w 1999 r. również dla ruchu towarowego, w 2001 r. na linii rozebrano trakcję elektryczną. Do zlikwidowania linii kolejowej przyczyniły się w dużej mierze szkody górnicze i spadająca prędkość szlakowa.
Poza przemysłem wydobywczym nie rozwinęły się inne gałęzie przemysłu lub usług generujące dużą liczbę miejsc pracy, m.in. z tego powodu cały czas zmniejsza się liczba mieszkańców (w 1995 roku liczba mieszkańców miasta wynosiła 103 309 mieszkańców, a 31 grudnia 2005 r. – 95 486). Aby ograniczyć odpływ ludności władze miejskie zdecydowały o poszerzeniu oferty edukacyjnej i otwarciu kilku filii uczelni wyższych. W 1996 roku na terenie miasta utworzono Podstrefę Jastrzębsko-Żorską – filię Katowickiej Specjalnej Strefy Ekonomicznej – ulokowały się w niej tylko 2 lokalne firmy – większa część Strefy nie jest zagospodarowana.
6 lutego 2002 miała tutaj miejsce Katastrofa górnicza w kopalni Jas-Mos w wyniku której zginęło 10 górników. 4 czerwca 2008  zginęło 6 górników w wyniku katastrofy w KWK Borynia, a 5 górników zginęło podczas katastrofy w KWK Zofiówka w 2018 r.

## Rola Jastrzębia w historii Polski
W latach 80. XX w. Jastrzębie było jednym z ośrodków protestów robotniczych. W 1980 roku zawiązał się tu jeden z Międzyzakładowych Komitetów Strajkowych oraz podpisano tu tzw. porozumienia jastrzębskie, ostatnie z tzw. porozumień sierpniowych. W czasie stanu wojennego 15 grudnia 1981 r. doszło do pacyfikacji kopalni Manifest Lipcowy (in. "Zofiówka").
Fala strajków przetoczyła się przez miasto również w 1988 r., nie miała już jednak większego znaczenia politycznego.